# Phyllit

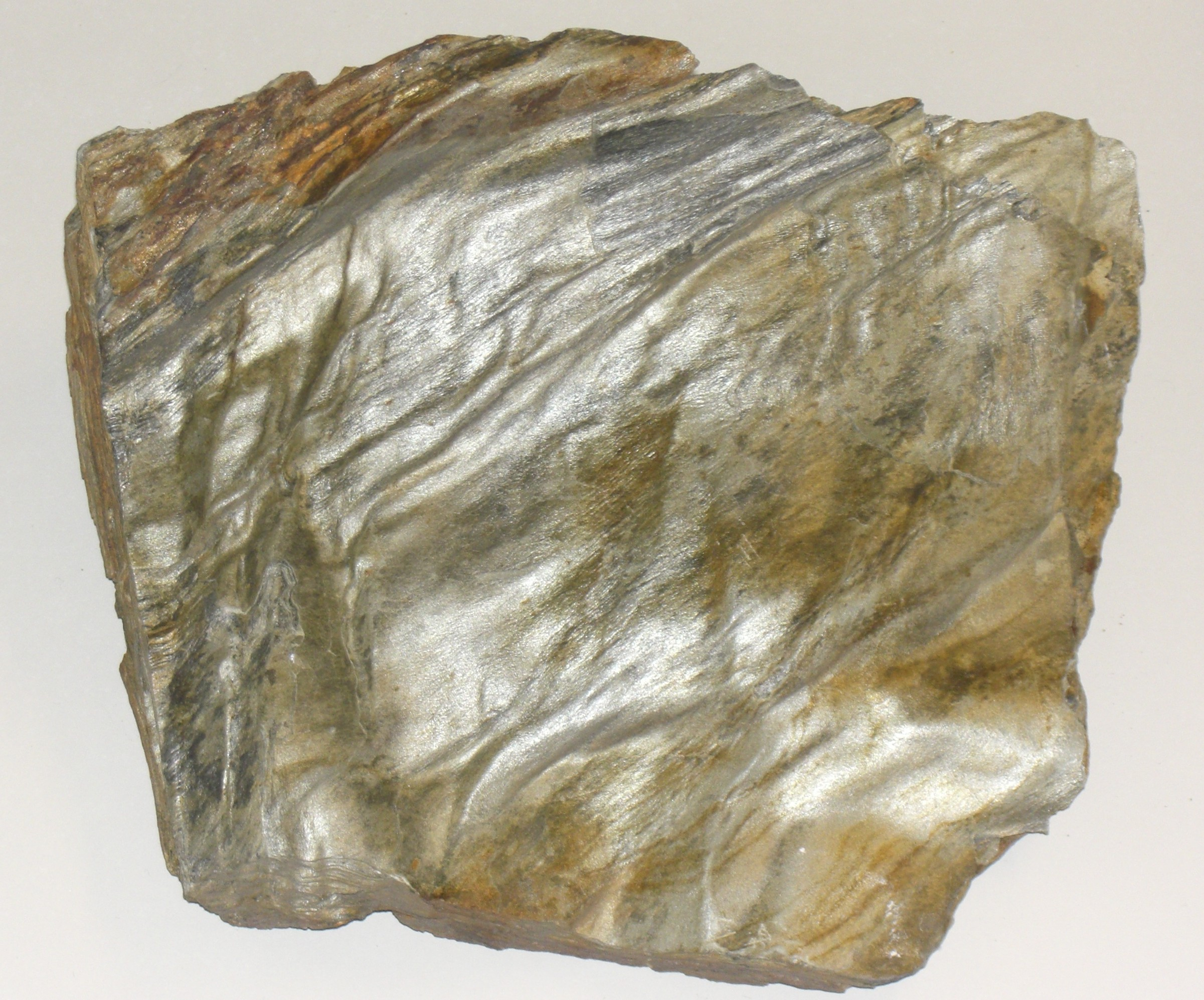
Phyllit-Handstück (15 mal 20 cm)

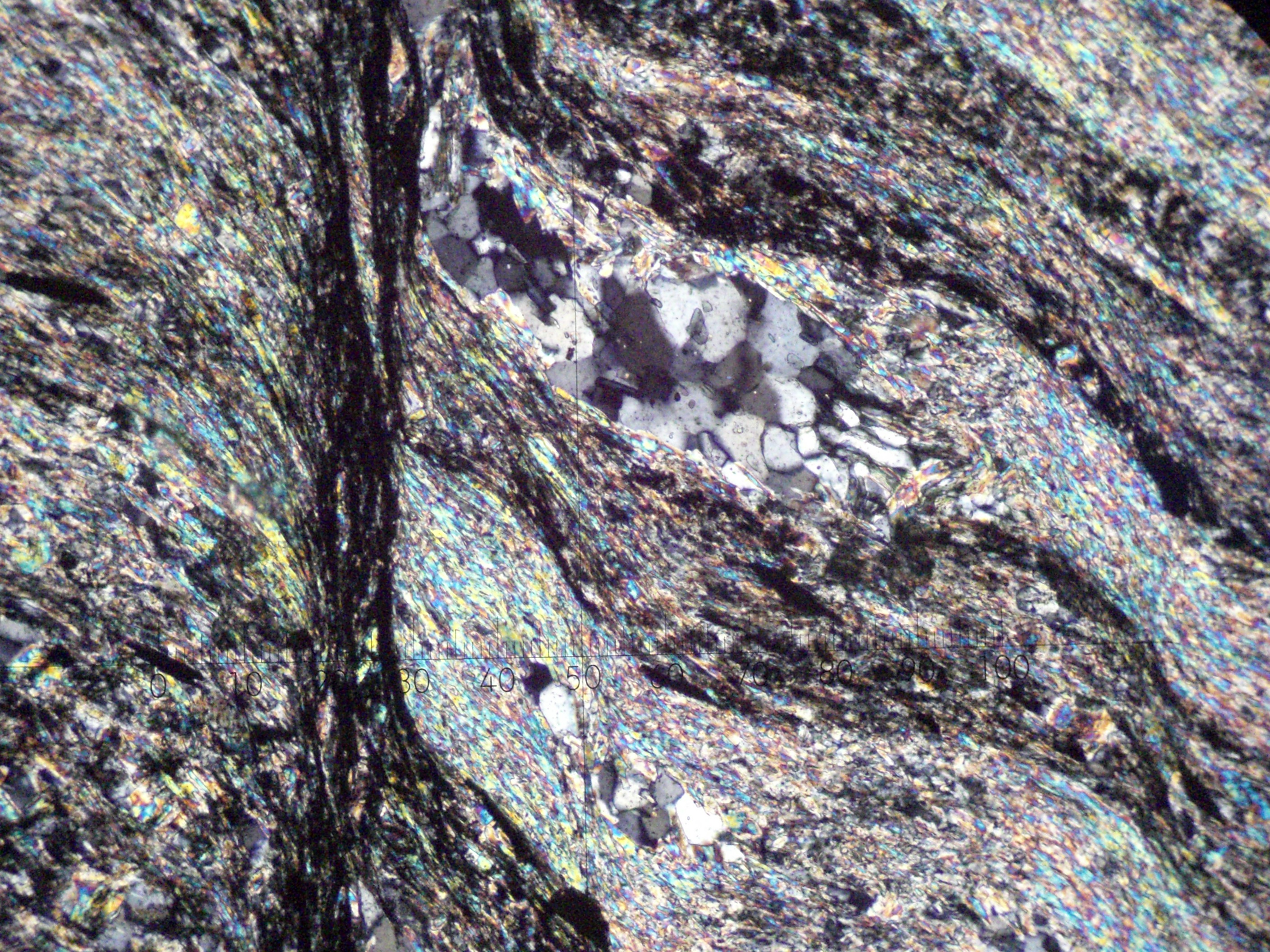
Metamorpher Phyllit unter dem Mikroskop bei 100-facher Vergrößerung und gekreuzten Nicols

Phyllit (von altgriechisch φύλλον phýllon, deutsch ‚Blatt‘), Phyllitschiefer, Tonglimmerschiefer oder Urtonschiefer ist ein feinkristalliner, dünnschiefriger, meist blättriger Metapelit mit einem Serizit-Anteil von mehr als 50 %, der neben Glimmer auch Quarz, Feldspat, Chlorite, Augit, Turmaline und Eisenoxide als Mineralphasen enthalten kann.

## Entstehung und Vorkommen
Als niedriggradig metamorphes Gestein der Grünschiefer-Fazies ist Phyllit durch Regionalmetamorphose aus Tonschiefer hervorgegangen. Gegenüber dem Tonschiefer, der nur geringfügig metamorph überprägt ist, zeichnet sich Phyllit durch die Abwesenheit von ursprünglichen (primären) Tonmineralen aus. Der Serizit-(Muskovit)-Anteil erzeugt auf den Schieferungsflächen einen seidenartigen Glanz. Die Farbe reicht von Dunkelgrau bis Grauschwarz, auch Grünlichgrau und Violett kommen vor.
Oft sind neben einer Hauptschieferung, der so genannten S1-Foliation, die auf das erste Deformationsereignis zurückzuführen ist, weitere Schieferungen als Folgen späterer tektonischer Ereignisse als Flächengefüge im Phyllit überliefert. Die S1-Foliation ist in diesem Fall meist verfaltet. Die Lage der Schichtung (SS) des ursprünglichen Tonsteins kann bei Phylliten nur gelegentlich anhand auffälliger Textur-, Mineral- und Farbwechsel bestimmt werden.
Im Rahmen der Regionalmetamorphose wandelt sich Phyllit bei höheren Drücken und Temperaturen (im Druck-Temperatur-Feld der Amphibolit-Fazies) in Glimmerschiefer um, wenn sich die gesteinsbildenden Minerale des Phyllits durch Kristallwachstum soweit vergrößern, dass sie mit der Lupe oder mit bloßem Auge erkennbar sind.
Phyllite kommen in vielen Gebieten der Erde vor, in denen Tonsteine und Tonschiefer sowie andere feinkörnige Ausgangsgesteine unter grünschiefer-faziellen Bedingungen verformt und erhitzt wurden. So sind erhebliche Teile des Erzgebirges (Erzgebirgsnordrandzone), des Elbtalschiefergebirges sowie des mittleren und südlichen Vogtlands bis in das Fichtelgebirge hinein aus Phylliten aufgebaut. Eine im Südosten des Rheinischen Schiefergebirges und des Harzes zutage tretende geologische Zone heißt nach den darin dominierenden Phylliten Nördliche Phyllitzone. Häufig sind Phyllite auch in der Grauwackenzone, die sich von West nach Ost durch die Nordalpen zieht. Alle genannten Phyllitvorkommen entstanden im Zuge der Variszischen Gebirgsbildung vor über 300 Millionen Jahren, deren Ausgangsgesteine weit älter sind, vielfach aus kambroordivizischen Sedimenten im Altpaläozoikum. 
Phyllit mit feinverteiltem Quarz, wie er in Südfinnland gefunden wird, findet seit dem 16. Jahrhundert als Schleifstein Verwendung.